# Perry (Florida)
Perry è una città degli Stati Uniti d'America, situata in Florida, nella Contea di Taylor, della quale è il capoluogo.